# 로스웰, 뉴 멕시코
《로스웰, 뉴 멕시코》(영어: Roswell, New Mexico)는 미국의 SF 드라마이다. 2019년 1월 15일부터 2022년 9월 5일까지 The CW에서 방송되었다.